# Total (álbum de Belinda)
Total es el primer álbum recopilatorio de la cantante mexicana Belinda.

## Información
El disco recopila las canciones más populares de ésta cantante, pero no como solista, sino como la protagonista de las telenovelas infantiles de México, Amigos x siempre, Aventuras en el tiempo y Cómplices al rescate.
Debido a los conflictos que sufrió Belinda con la discográfica Sony BMG, la disquera debió hacer ésta recopilación de éxitos para completar la cantidad de discos acordada en el contrato, por lo que ésta publicación no es una compilación oficial de la cantante.
Las canciones van de repertorio de El Baile del Sapito hasta canciones de su álbum debut.
Existen tres ediciones distintas, aunque contienen lo mismo, la primera contiene sólo un CD, la segunda un CD+DVD, y la tercera un DVD+CD, que contienen 18 pistas y 6 videos, los videos de su álbum debut, y el dueto con Moderatto.

## Lista de canciones
| Total Standard Edition |                                                |          |  |
| N.º                    | Título                                         | Duración |  |
| 1.                     | «¡Amigos X Siempre!»                           | 3:15     |  |
| 2.                     | «Alcanzar La Libertad»                         | 3:34     |  |
| 3.                     | «Mi Ángel De Amor»                             | 2:23     |  |
| 4.                     | «Todo Puede Suceder»                           | 3:45     |  |
| 5.                     | «Cómplices Al Rescate (Popurrí Pop y Grupera)» | 3:25     |  |
| 6.                     | «Superstar»                                    | 3:18     |  |
| 7.                     | «El Baile Del Sapito»                          | 3:02     |  |
| 8.                     | «Lazos»                                        | 3:43     |  |
| 9.                     | «Sácame A Bailar»                              | 3:34     |  |
| 10.                    | «Al Rescate ¡Ya!»                              | 3:19     |  |
| 11.                    | «Aventuras En El Tiempo»                       | 2:40     |  |
| 12.                    | «De Niña A Mujer»                              | 3:31     |  |
| 13.                    | «Lo Siento (I'm Sorry)»                        | 3:30     |  |
| 14.                    | «Boba Niña Nice (Teenage Superstar)»           | 3:02     |  |
| 15.                    | «Ángel (Once In Your Lifetime)»                | 3:42     |  |
| 16.                    | «Vivir (Any Better)»                           | 3:04     |  |
| 17.                    | «Be Free»                                      | 3:35     |  |
| 18.                    | «Muriendo Lento» (con Moderatto)               | 4:12     |  |
| 60:34                  |                                                |          |  |

| Total (Edición Especial en DVD) Track Listing |                                      |          |  |
| N.º                                           | Título                               | Duración |  |
| 1.                                            | «Lo Siento (I'm Sorry)»              |          |  |
| 2.                                            | «Boba Niña Nice (Teenage Superstar)» |          |  |
| 3.                                            | «Ángel (Once In Your Lifetime)»      |          |  |
| 4.                                            | «Vivir (Any Better)»                 |          |  |
| 5.                                            | «Be Free»                            |          |  |
| 6.                                            | «Muriendo Lento» (con Moderatto)     |          |  |